# Admiral Gorškov (fregata)
Admiral Flota Sovjetskogo Sojuza Gorškov (rusko Адмира́л фло́та Сове́тского Сою́за Горшко́в) je fregata razreda Admiral Gorškov Ruske vojne mornarice. Je prva ladja razreda in je poimenovana po admiralu flote Sovjetske zveze Sergeju Georgijeviču Gorškovu, vrhovnemu poveljniku Sovjetske vojne mornarice med leti 1956 in 1985. Je del 43. divizije raketnih ladij	Severne flote v Severomorsku.
Razred je razvil Severni projektno-konstruktorski biro iz Sankt Peterburga. Tehnično rešitev je vojna mornarica potrdila julija 2003. Ladje od leta 2006 izdeluje sanktpeterburška ladjedelnica Severnaja verf.
Gredelj Admirala Gorškova je bil položen 1. februarja 2006 v sanktpeterburški ladjedelnici Severnaja verf, splavljen pa je bil 29. oktobra 2010.
V uporabo je bil predan 28. julija 2018.
Leta 2019 je bila pod poveljstvom kapitana 1. stopnje Igorja Krohmala poslana na svojo prvo odpravo, v okviru katere je izvedla prvo obplutje sveta Ruske vojne mornarice po letu 1889. Med 26. februarjem in 19. avgustom 2019 je preplula 35.000 navtičnih milj in je obiskala pristanišča Džibuti, Kolombo, Čingdao, Vladivostok, Puerto Bolivar, Havana, Praia in Kronštat.
4. januarja 2023 je fregata vstopila v uporabo v ruski vojni mornarici s hiperzvočnimi raketami 3M-22 Cirkon in je bila poslana na odpravo v Sredozemsko morje in Indijski ocean.